# Musée ferroviaire canadien

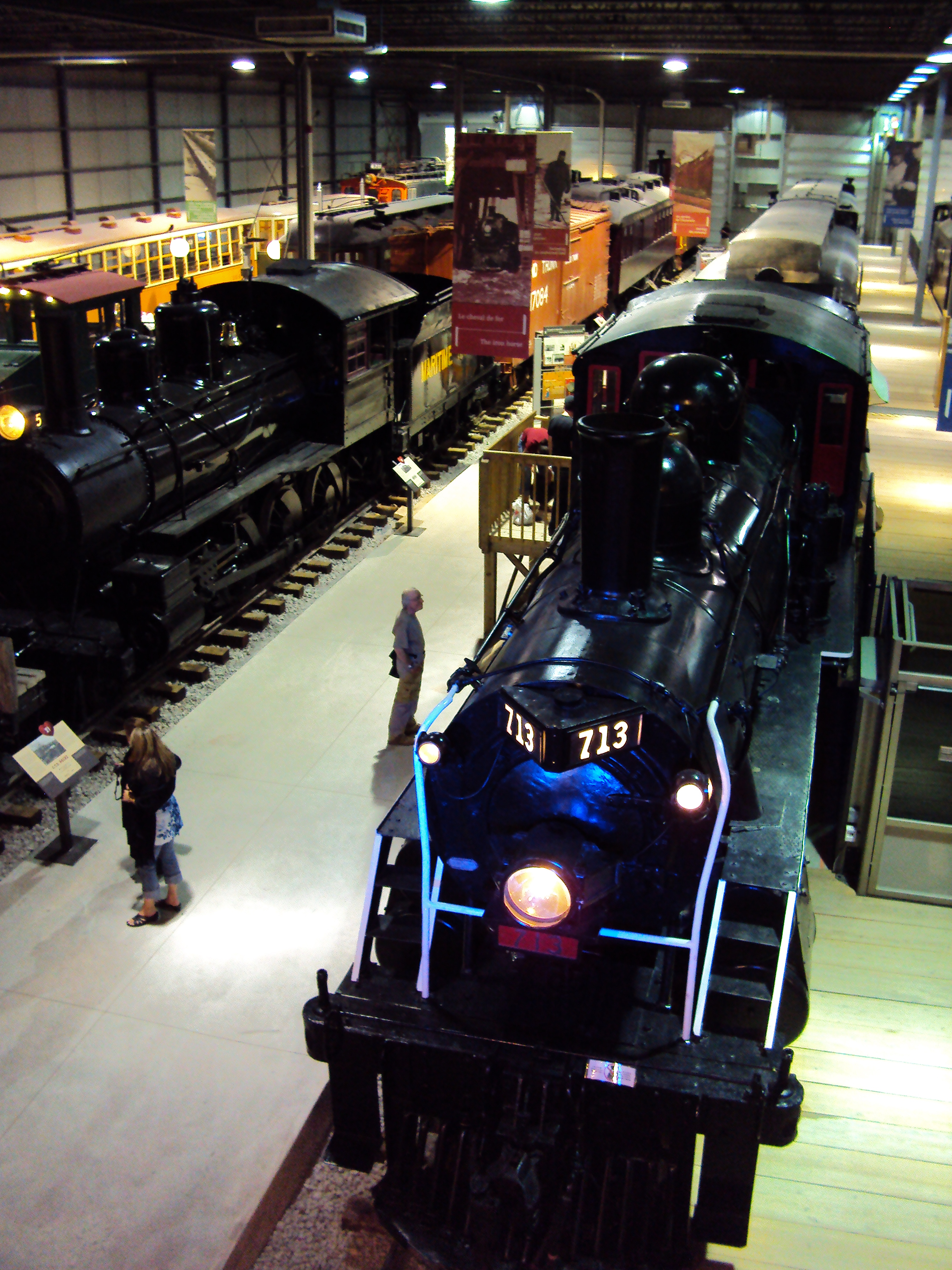
Ein Blick in die Fahrzeughalle

Das Musée ferroviaire canadien (Englisch: Canadian Railway Museum), heute Exporail, ist ein Eisenbahnmuseum in Delson und Saint-Constant in der Nähe von Montreal, das mit ca. 140 Exemplaren die größte Sammlung an Eisen- und Straßenbahnfahrzeugen in Kanada beherbergt. Zusätzlich besitzt das Museum mehr als 250.000 Gegenstände und Dokumente.
Einige der ausgestellten Lokomotiven:
- CPR Nr. 144: die älteste erhaltene kanadische Lokomotive
- CPR Nr. 2850: eine der Lokomotiven, die den Hofzug beim Besuch von König George VI. im Jahre 1939 zog
- CPR Nr. 5935: die größte in Kanada gebaute Dampflokomotive mit der Achsfolge 2-10-4 (Selkirk)
- CN Nr. 4100: die leistungsfähigste kanadische Dampflokomotive
- LNER Klasse A4 Nr. 4489: Die Dominion of Canada, eine der verbliebenen sechs britischen Schnellzuglokomotiven der LNER-Klasse A4. Diese Lok ging 2013 zurück nach England, wurde aufgearbeitet und 2014 im Museum in York mit 3 weiteren A4 ausgestellt.
- London, Brighton and South Coast Railway, LB&SCR-Klasse A1 Nr. 54: Waddon.
- SNCF Nr. 030 C 841, Die einzige französische Dampflokomotive in Kanada.
- Zwei Straßenbahnwagen der Bauart Golden Chariot der ehemaligen Straßenbahn Montreal.

Einige Fahrzeuge werden auf dem Museumsgelände betrieben, und jeden Sonntag fährt ein Zug auf der kurzen Strecke nach Montée des Bouleaux.